# Seguso
Seguso è una delle più antiche famiglie dell'isola di Murano dedita all'arte del Vetro Veneziano, conosciuta per la produzione di oggetti quali vasi, coppe, lampadari e per progetti su misura. Opere Seguso sono state realizzate per famiglie reali europee, per il Vaticano, alberghi e teatri. I vetri Seguso sono presenti nelle collezioni permanenti dei musei del vetro e di arte contemporanea, tra cui il Moma di New York, e il Victoria and Albert Museum di Londra, il Corning Glass Museum e il Museo del Vetro di Murano.
Il più antico documento ufficiale della famiglia è custodito presso l`Archivio di Stato di Venezia ed è datato 3 maggio 1397: in esso Filius Segusi viene menzionato in relazione alla lavorazione del vetro di Murano.

## Tradizione familiare

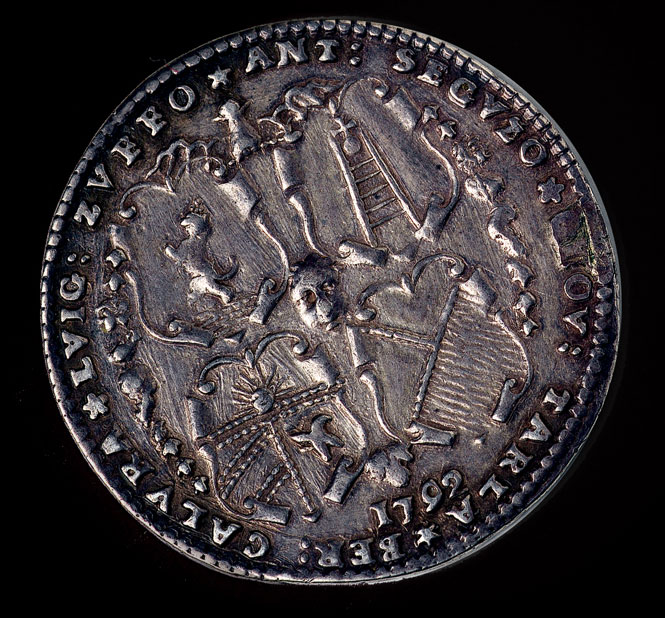
Un'osella d'argento, con lo stemma della famiglia Seguso, Murano 1792

La storia della dinastia Seguso è tracciata nel corso dei successivi sei secoli attraverso attestazioni. Nella seconda metà del ‘500 e nel ‘600, l'attività artistica Seguso si diffonde grazie allo sviluppo di nuove rotte commerciali e alla scoperta dell’America. Nel 1605 il nome Seguso è iscritto nel Libro d’Oro di Murano, albo dove le famiglie dei vetrai muranesi venivano innalzate al rango di patrizi. Attraverso il ‘700 la famiglia Seguso introduce l'uso della tecnica della filigrana. Nel 1792 il nome Seguso è inserito nell'osella muranese, moneta coniata dai Dogi della Serenissima per farne dono alle famiglie nobili.
Nel 1866 dopo la terza Guerra d’Indipendenza e l'annessione del Veneto al nuovo Regno d'Italia, le fornaci dell'isola riprendono ad operare. Nel 1867 Antonio Seguso (1829-1923) produce una coppa, creata insieme all'amico G. Barovier per la ditta Salviati & C. che viene presentata all'Esposizione Universale di Parigi ottenendo menzione speciale.
Nel 1877 la famiglia Seguso diventa socia della Compagnia di Venezia e Murano “CVM”.
Il figlio, Giovanni Seguso (1853-1931) ha lavorato con Paolo Venini. Lo stesso Venini usava raccontare ai suoi visitatori che "Nane Patare (soprannome di Giovanni Seguso) mi ha insegnato tutto sul vetro."
Nel 1932, un Seguso (nato nel 1888, figlio di Giovanni soprannominato Toni Patare) fonda con i figli Ernesto, Archimede e Angelo e con Napoleone Barovier e Luigi Ferro, la Artistica Vetreria e Soffieria Barovier, Seguso e Ferro che nel 1937 diviene Seguso Vetri d'Arte e ottiene nello stesso anno il Grand Prix all'Esposizione Mondiale di Parigi. In fornace operano con ruoli diversi anche i figli, e la direzione artistica è affidata a Flavio Poli. Dopo la seconda guerra mondiale, la vetreria vince il Compasso d’Oro nell'anno della sua prima edizione, il 1954.
Negli anni '70 la Seguso Vetri d`Arte esce dalle mani di famiglia. Archimede (1909 -1999), staccatosi dalla vetreria paterna, ha nel frattempo intrapreso un proprio percorso artistico. Farà altrettanto il figlio di Archimede, Giampaolo (1942) che agli inizi degli anni '90 sviluppa un percorso artistico usando il vetro delle sue opere come foglio su cui incidere le proprie poesie. Fonda inoltre la Seguso Viro. 
Agli inizi del Duemila nasce Seguso Interiors, ideata da Pierpaolo Seguso (1974, figlio di Giampaolo). Sarà Gianluca (1971, figlio di Giampaolo) a riportare SEGUSO VETRI d`ARTE in seno alla famiglia. 
Sono oggi Gianluca (1971), Pierpaolo (1974) e Gianandrea (1976) Seguso a guidare l'azienda e i suoi marchi.

### Archivio Seguso
Parte dell'archivio è oggi conservato negli H.Q. Seguso, ed una parte invece è stata donata alla Fondazione Cini.

## Le origini della famiglia
| XIV secolo                           | Antonio Filius Seguxi (1397) |
| XV secolo                            | Francesco (di Antonio) (1465) Vincenzo |
| XVI secolo                           | Giovanni Zuanne (1533–1613) Vincenzo (1564) Giacomo (1602) |
| XVII secolo                          | Benedetto (1626) Andrea (1665) Benedetto (1694) |

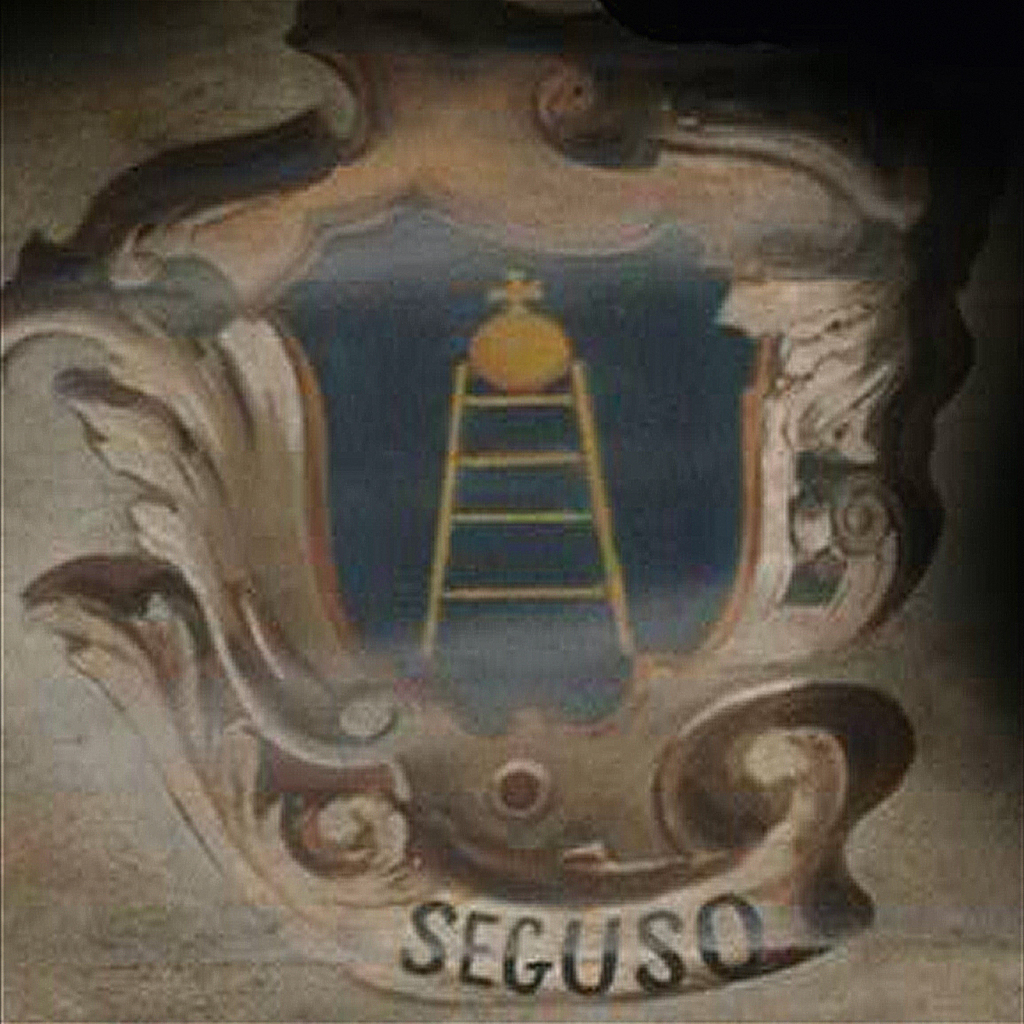
Lo stemma della famiglia Seguso, dipinto sul soffitto del Museo del Vetro di Murano

| XVIII secolo                         | Giovanni Zuanne (1722) Benedetto Rosega (1746) Giovanni (1770–1858) |
| XIX secolo                           | Luigi (1804) Antonio (1829) Giovanni Nane Patare (1853–1931) Antonio Toni Patare (1888–1965) fondatore della Seguso Vetri d'Arte Vittorio (1888–1968)                  |
| XX secolo (Figlio di Antonio-b.1888) | Ernesto (1904–1986) Archimede Moro Patare (1909–1999) Bruno (1915–2001) Isidoro (1918–1995) Angelo (1921–2005)                                                         |
| Presente                             | Giampaolo Seguso (1942) Gianluca (1971) AD di Seguso Pierpaolo (1974) Direttore Creativo di Seguso GianAndrea (1976) Sales and Business Development MariaGiulia (1981) |

## I marchi e le collezioni Seguso

### Seguso Vetri d'Arte
Seguso Vetri d'Arte fabbrica vetro di Murano del XX secolo. Fondata tra il 1932 e 1933, diviene nota negli anni '50. Nel 1954 il Vaso Blu Rubino vince il Compasso d'Oro, con presidente di giuria Gio Ponti. La vetreria cambia gestore nel 1974 ma successivamente, quando è in gestione a Gianluca Seguso, viene riacquisita dalla famiglia Seguso insieme all'archivio di disegni storici.

### Seguso Interiors
Seguso Interiors è una collezione di illuminazione, mobili in vetro ed elementi decorativi risultato di un brevetto Seguso. È stata creata da Pierpaolo Seguso (Direttore Creativo della Seguso). La produzione di opere in vetro di design è dedicata allo sviluppo di “interior decoration” per progetti residenziali, commerciali e pubblici.

### Seguso Viro
Seguso Viro (dal latino Vir – uomo – per l'uomo) è un brand fondato agli inizi degli anni ‘90 da Giampaolo Seguso caratterizzato dalla produzione di opere dallo stile più moderno. Dal 2001 ogni oggetto è prodotto in edizione limitata. Oggi Seguso Viro è distribuito dalla Seguso.